# Carbon Glacier
Carbon Glacier è il quarto album in studio di Laura Veirs, pubblicato nel 2004. La canzone Rapture è stata ascoltata durante l'episodio Save Me, della prima stagione della serie televisiva Grey's Anatomy. Il 7 agosto 2018, è stato annunciato che questo album, insieme al resto delle sue uscite tramite Nonesuch, sarebbero state ristampate per la prima volta dopo oltre dieci anni sia su compact disc che su vinile dall'etichetta discografica dell'artista stessa, la Raven Marching Band.

## Tracce
1. Ether Sings – 3:44
2. Icebound Stream – 3:04
3. Rapture – 3:06
4. Lonely Angel Dust – 2:38
5. The Cloud Room – 2:52
6. Wind Is Blowing Stars – 2:43
7. Shadow Blues – 4:20
8. Anne Bonny Rag – 2:15
9. Snow Camping – 3:12
10. Chimney Sweeping Man – 3:13
11. Salvage A Smile – 1:52
12. Blackened Anchor – 2:05
13. Riptide – 4:16